# Провінції і території Канади

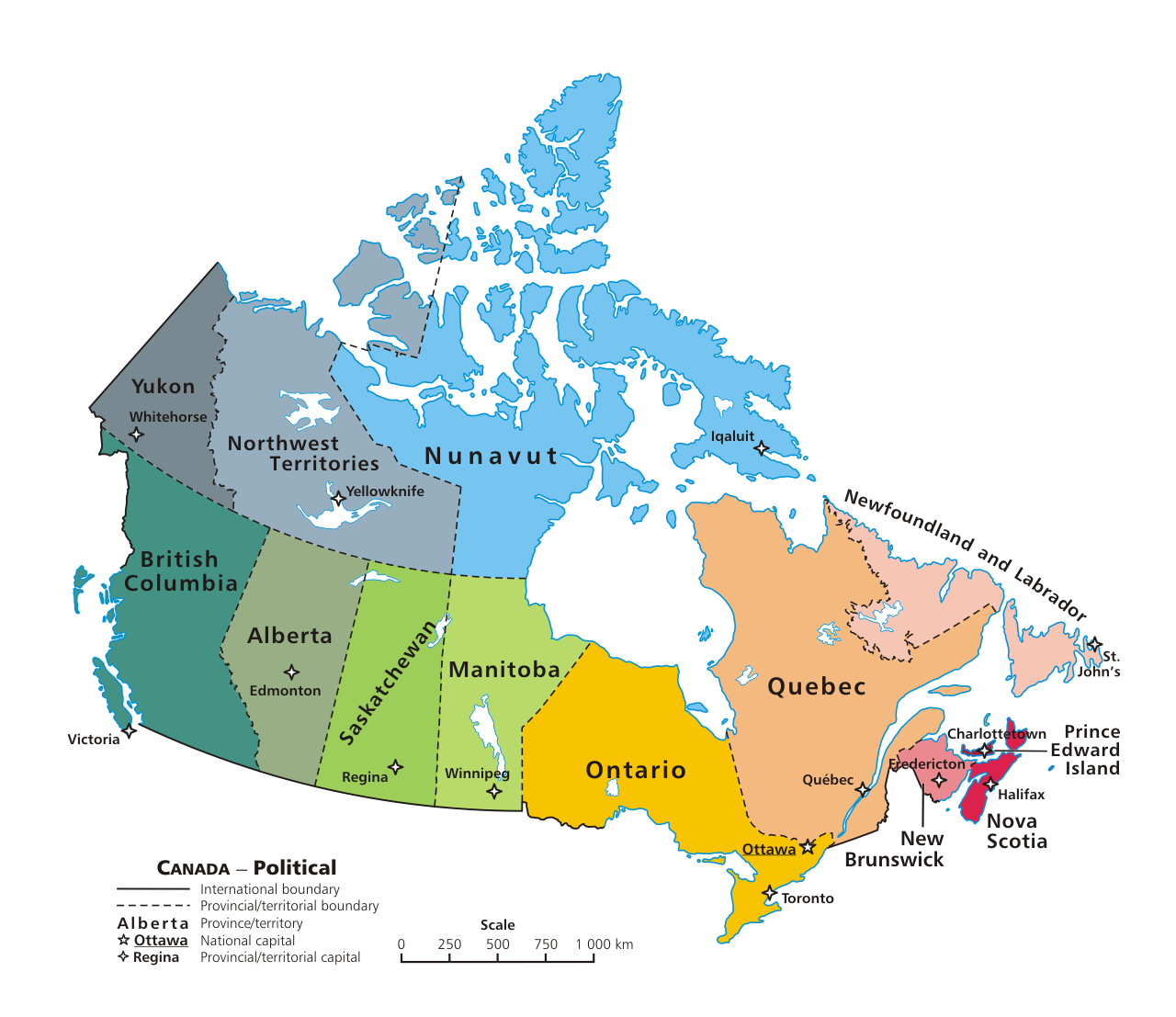
Провінції і території Канади

Прові́нції Кана́ди, або Об'є́днані прові́нції Кана́ди — в історичному контексті з 1841 по 1867 роки британські північноамериканські колонії (після Американської революції). До 1841 року територія приблизно нинішнього Південного Онтаріо належала британській колонії Верхня Канада, тоді коли південна частина — Квебек і регіон Лабрадору, належали до так званої колонії Нижня Канада.
У сучасному контексті Канада — це федерація десяти провінцій, які разом із трьома територіями, утворюють другу у світі за територією державу. Головна різниця між «провінцією» і «територією» така: провінція отримує повноваження безпосередньо від Конституційного акта 1867 року, який надає провінціям більші права й повноваження, ніж територіям. Територіям делегуються права й повноваження від федерального уряду Канади.

## Список
|           | Провінція або територія    | Столиця     | Територія в км² | Населення  |
| Провінції |                            |             |                 |            |
|           | Альберта                   | Едмонтон    | 661 848         | 3 256 800  |
|           | Британська Колумбія        | Вікторія    | 944 735         | 4 254 500  |
|           | Манітоба                   | Вінніпег    | 647 797         | 1 177 600  |
|           | Нова Шотландія             | Галіфакс    | 55 284          | 937 900    |
|           | Нью-Брансвік               | Фредериктон | 72 908          | 752 000    |
|           | Ньюфаундленд і Лабрадор    | Сент-Джонс  | 405 212         | 516 000    |
|           | Онтаріо                    | Торонто     | 1 076 395       | 12 541 400 |
|           | Острів Принца Едварда      | Шарлоттаун  | 5 660           | 138 100    |
|           | Квебек                     | Квебек      | 1 542 056       | 7 598 100  |
|           | Саскачеван                 | Реджайна    | 651 036         | 994 100    |
| Території |                            |             |                 |            |
|           | Північно-західні території | Єллоунайф   | 1 346 106       | 42 800     |
|           | Юкон                       | Вайтгорс    | 482 443         | 31 200     |
|           | Нунавут                    | Ікалуїт     | 2 093 190       | 28 300     |